# Rodolphe de Repentigny
Rodolphe de Repentigny, né le 11 février 1926 à Ville Saint-Laurent, mort le 24 juillet 1959 à Banff,, est un critique d'art, théoricien, artiste-peintre, photographe et alpiniste québécois, principal représentant du mouvement des Plasticiens. Il a signé ses tableaux sous le pseudonyme de Jauran.

## Biographie
Il fait ses études en mathématiques et en psychologie à l’Université de Montréal de 1947 à 1949 avant de quitter pour Paris et étudier en lettres et philosophie à la Sorbonne en 1950 et 1951.
Il est l'auteur du Manifeste des plasticiens, avec la collaboration de Louis Belzile, Jean-Paul Jérôme et Fernand Toupin, paru en 1955. Les écrits et les critiques de Rodolphe de Repentigny se démarquent de l'héritage des Automatistes, alors en force au Québec. Critique d'art, il travaille pour le journal La Presse (1952-1959), L'Autorité du peuple (1953-1955), la revue Vie des arts (1956-1959). Il signe plusieurs de ses écrits sous le pseudonyme de François Bourgogne. En 1956, il délaisse la peinture pour se consacrer à la photographie.
Jauran signe également des œuvres abstraites sur papier photo glacé.
En 1959, lors d'un voyage d'alpinisme entre amis au lac Louise dans les Rocheuses, il chute dans une crevasse en traversant le glacier Victoria et meurt sur le coup. Il laisse derrière lui un corpus critique de plus de 1 000 textes à travers lequel il mène une lutte constante contre l'obscurantisme du régime de Duplessis.

## Œuvre
- Équilibre, 1953. La toile est exposée pour la première fois à la librairie Tranquille de Montréal dans le cadre de l'exposition de groupe Les Plasticiens en 1954. Elle appartient depuis 2011 au Musée des beaux-arts de Montréal[11].

## Expositions
- 1955 : Plasticiens, L’Échourie, Montréal
- 2005 : Les Plasticiens, Musée des beaux-arts de Sherbrooke
- 2013 : L'écho des Plasticiens - papier, Galerie Simon Blais, Montréal[12].
- 2020 : Hommage aux Plasticiens, Galerie Simon Blais, Montréal[13].

## Musées et collections publiques
- Musée des beaux-arts du Canada[1]
- Musée national des beaux-arts du Québec[14]
- Musée des beaux-arts de Montréal[11]

## Citations
- « Les peintres peignent des tableaux et non pas des êtres de la nature, non plus que des fantasmes de leur subjectivité. »
- « La peinture est un langage direct, une action, et non pas, ce que l'on suppose généralement qu'est le langage parlé : une simple traduction de la pensée et de la perception. »